# تانر (آلاباما)
تانر (به انگلیسی: Tanner) یک منطقهٔ مسکونی در ایالات متحده آمریکا است که در شهرستان لایمستون، آلاباما واقع شده‌است. تانر ۲۰۳ متر بالاتر از سطح دریا واقع شده‌است.